# Агафоново (Сергиево-Посадский район)
Агафоново — упразднённая деревня в Сергиево-Посадском городском округе Московской области России.

## География
Урочище находится в северо-восточной части области, в зоне хвойно-широколиственных лесов, к востоку от автодороги 46К-8400, на расстоянии примерно 17 километров (по прямой) к северу от города Сергиев Посад, административного центра округа.

### Климат
Климат характеризуется как умеренно континентальный, с умеренно холодной зимой и тёплым летом. Среднегодовая температура воздуха — +2,7 °C. Средняя температура воздуха самого холодного месяца (января) — −11,3 °C (абсолютный минимум — −48 °C), средняя температура самого тёплого (июля) — +17 °С (абсолютный максимум — +36 °C). Годовое количество атмосферных осадков — 630 мм, из которых около 70 % выпадает в период с апреля по октябрь.

## История
В «Списке населённых мест Владимирской губернии по сведениям 1859 года» населённый пункт упомянут как владельческое сельцо Агафенково, Александровского уезда, расположенное в 43 верстах от уездного города. В сельце насчитывалось 7 дворов и проживало 50 человек (27 мужчин и 23 женщины).
По состоянию на 1905 год, в Агафонкове имелось 11 дворов и проживало 35 человек. В административном отношении сельцо входило в состав Константиновской волости.
По данным 1926 года в деревне имелось 11 крестьянских хозяйств и проживало 56 человек (26 мужчин и 30 женщин). Являлась частью Ченцовского сельсовета Константиновской волости Сергиевского уезда Московской губернии.